# Honda Civic (thế hệ thứ tám)
Thế hệ thứ tám của Honda Civic được giới thiệu vào năm 2006. Ở nhiều quốc gia(Mỹ, Anh, New Zealand), tất cả các mẫu Civic (gồm cả mẫu cơ sở) đều được trang bị các tiêu chuẩn cửa sổ điện, hệ thống chống bó phanh, và tổng cộng sáu túi khí. Ngoài ra, mẫu Civic 2006 đáp ứng được tiêu chuẩn khí thải ULEV-2 và có động cơ 1.8 lít mạnh hơn so với phiên bản 2005.
Ở thị trường Mỹ, Civic thế hệ thứ tám gồm phiên bản sedan và coupe, được thiết kế ở Nhật Bản và Ohio. Các phiên bản sedan và coupe có nhiều cấp độ(DX, DX-G, LX, EX, EX-L, và Si). Ở Canada, loại mẫu xe có tên gọi ở thị trường Nhật là Civic 2.0GL được bán dưới tên Acura CSX, và sử dụng động cơ K20Z2 của Honda.

## Châu Á (trừ Trung Quốc đại lục), Australia, Nam Phi và Nga

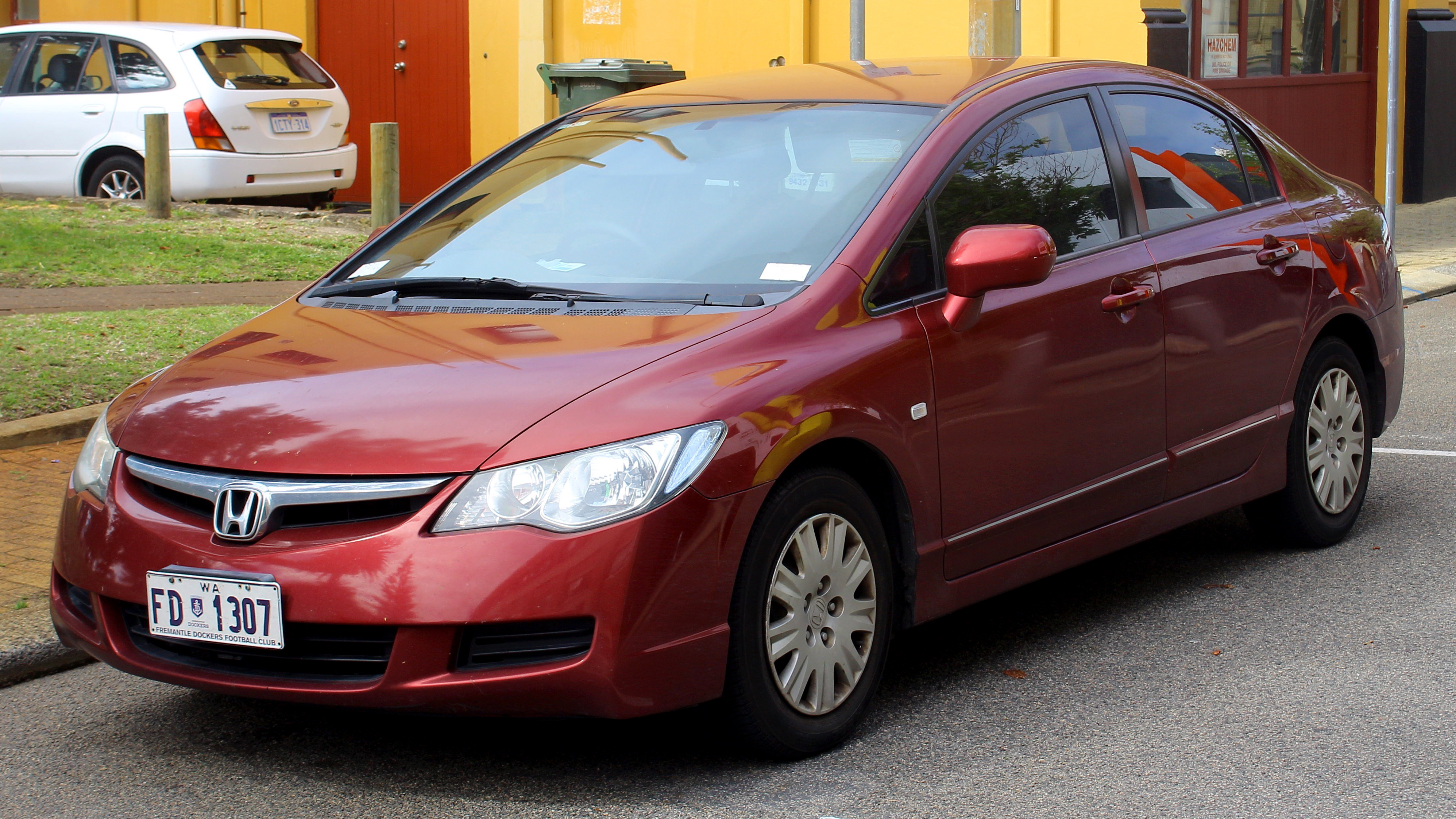
2006–2009 Honda Civic VTi sedan (Australia)

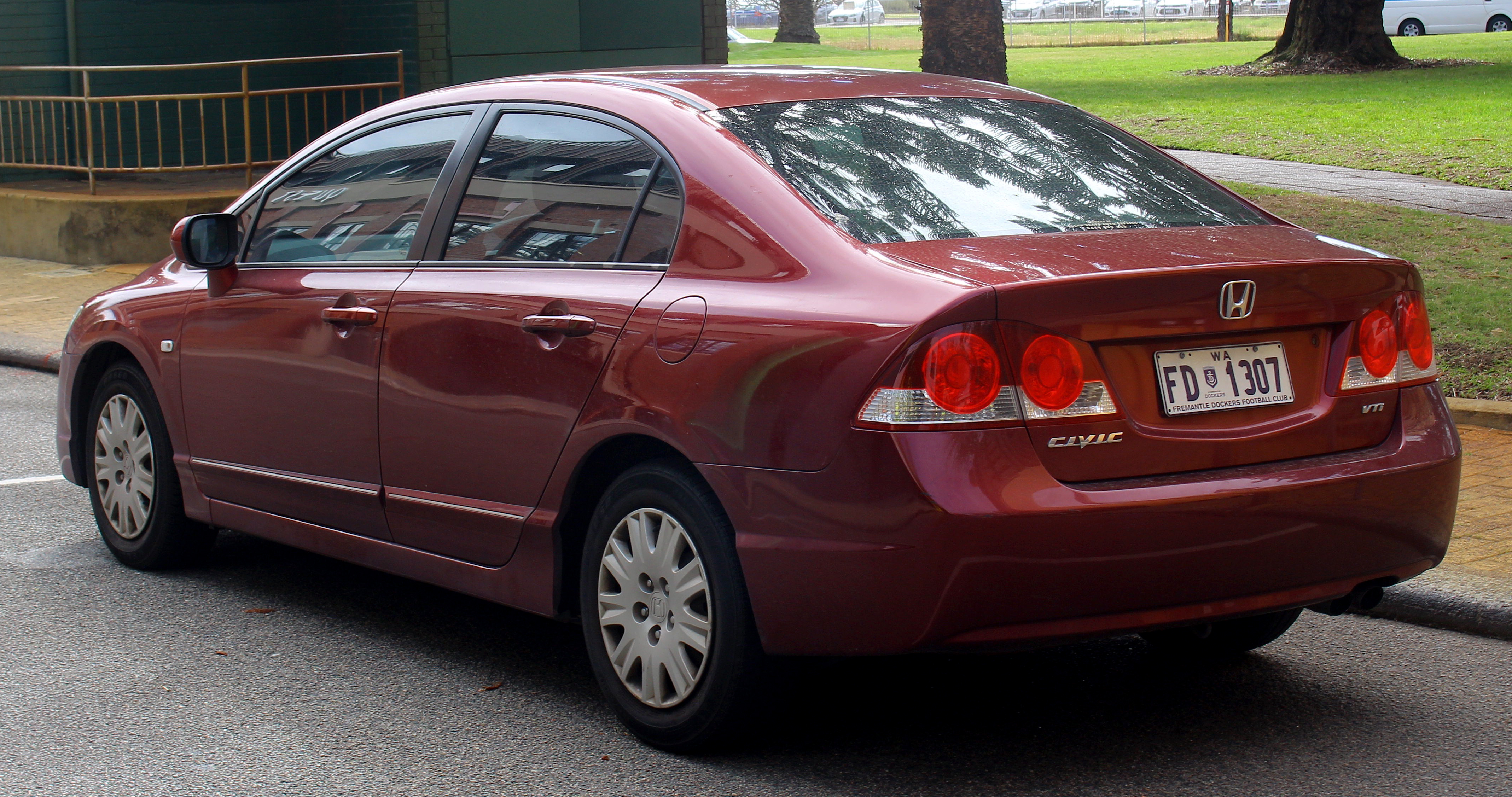
2006–2009 Honda Civic VTi sedan (Australia)

Các loại động cơ gồm có động cơ SOHC i-VTEC 1.8 lít công suất 140 mã lực ở vòng tua 6300 vòng /phút và động cơ 2.0 lít DOHC i-VTEC(K20Z2) công suất 155 mã lực ở vòng tua 6200 vòng / phút, cả hai đều có thể kết hợp với số sàn năm cấp hoặc số tự động năm cấp. Một loại 1.6 lít chỉ có ở Singapore.
Ở Philippines, Civic được bán ra với nhiều loại khác nhau; loại 1.8 V có công suất 140 mã lực ở vòng tua 6300 vòng/phút gồm có phiên bản với hộp số sàn năm cấp và với số tự động năm cấp. Loại 1.8 S gần tương tự như loại 1.8 V nhưng có vành bánh 15" khác với loại 1.8V, và trang bị hệ thống chống bó phanh cùng túi khí. Còn loại 1.8 S có vành bánh 16", bánh năm chấu. Loại Civic 2.0S có công suất 155 mã lực ở vòng tua 6000 vòng/phút. Loại Civic S-L chỉ còn phiên bản số tự động năm cấp, phiên bản số sàn đã ngừng sản xuất. Loại S-L có vành bánh 17" bảy chấu, Vô-lăng bọc da ba chấu, đèn HID. Kể từ khi phiên bản thứ tám được giới thiệu lần đầu trên thị trường vào tháng 4 năm 2006, doanh số dồn cộng của nó đã vượt qua Toyota Corolla Altis.
Trên thị trường Indonesia, có hai loại Civic được bán là 1.8 và 2.0. Loại 1.8 có hai phiên bản số sàn năm cấp và số tự động năm cấp. Civic 1.8 có túi khí, hệ thống chống bó phanh, Hệ thống phân phối lực phanh điện tử EBD, vành bánh xe 16-inch năm chấu. Trong khi loại 2.0 có hệ thống điều hòa tự động, hệ thống cân bằng điện tử ESP, vành bánh xe 17-inch năm chấu. Phiên bản facelift có vành bánh xe 18-inch tám chấu.

## Châu Âu

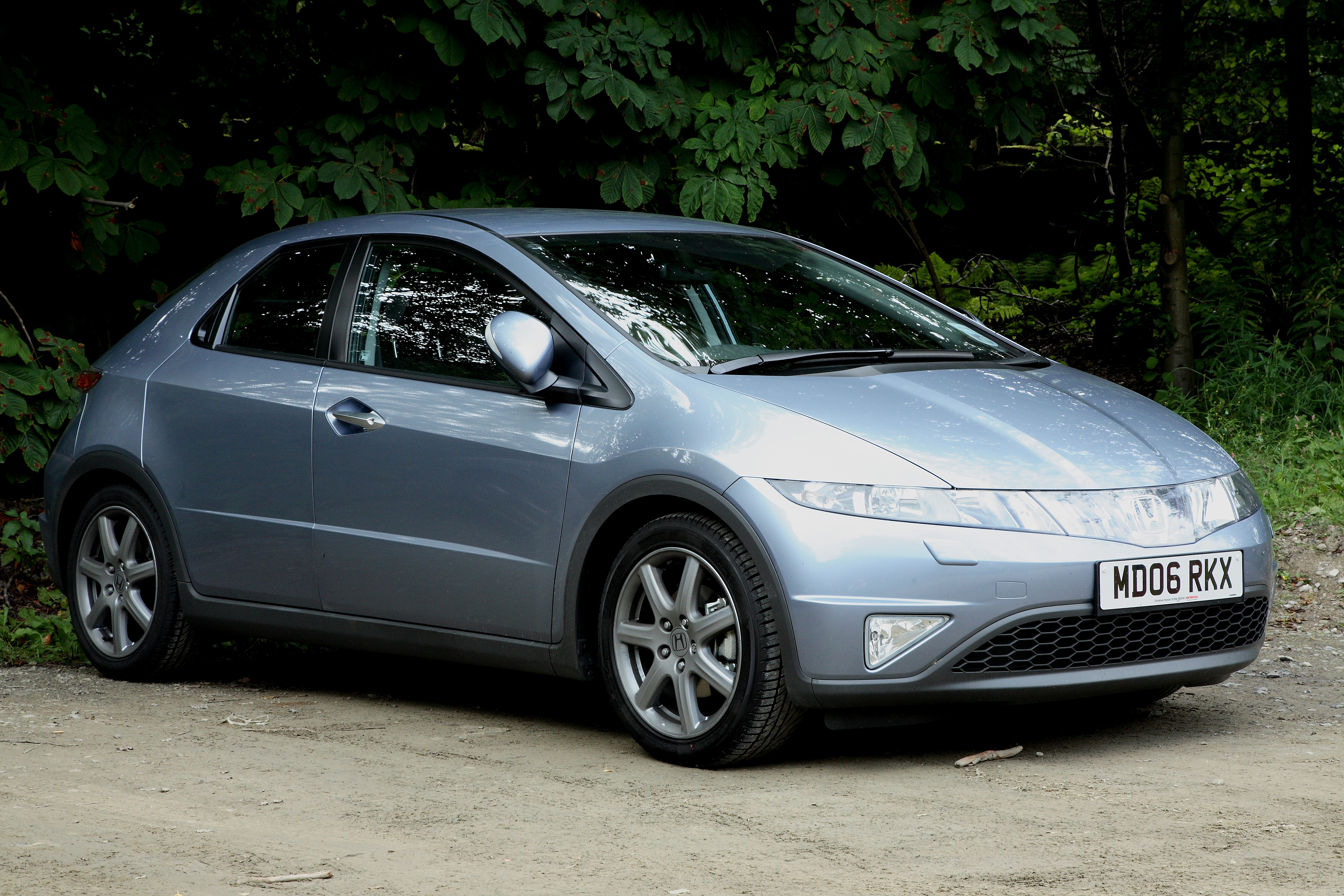
European Honda Civic 5-door

Honda Civic ở châu Âu gồm các loại năm cửa và ba cửa hatchback và được sản xuất ở Swindon, Vương Quốc Anh. Nó có bề ngoài hoàn toàn khác so với phiên bản Mỹ và phiên bản JDM. Phiên bản châu Âu đã dành giải Xe của năm ở Ireland năm 2007.
Về máy móc, Civic phiên bản châu Âu khác với phiên bản Mỹ và phiên bản JDM khi nó sử dụng hệ thống giảm xóc xoắn đơn cho bánh sau so với double-wishbone system trong phiên bản Mỹ và JDM. Động cơ bao gồm 1.4 lít i-DSI, 1.6 lít i-VTEC R16A2 (chỉ có ở Thổ Nhĩ Kỳ), 1.8 lít i-VTEC(R18A2), và 2.2 lít i-CTDi N22A2 turbodiesel. Hộp số tự động có trên các mẫu sử dụng động cơ xăng 1.4 và 1.8 lít. Phiên bản hiệu suất cao 2.0 lít i-VTEC (K20Z4) xăng Type-R cũng được sử dụng cho Civic phiên bản châu Âu.

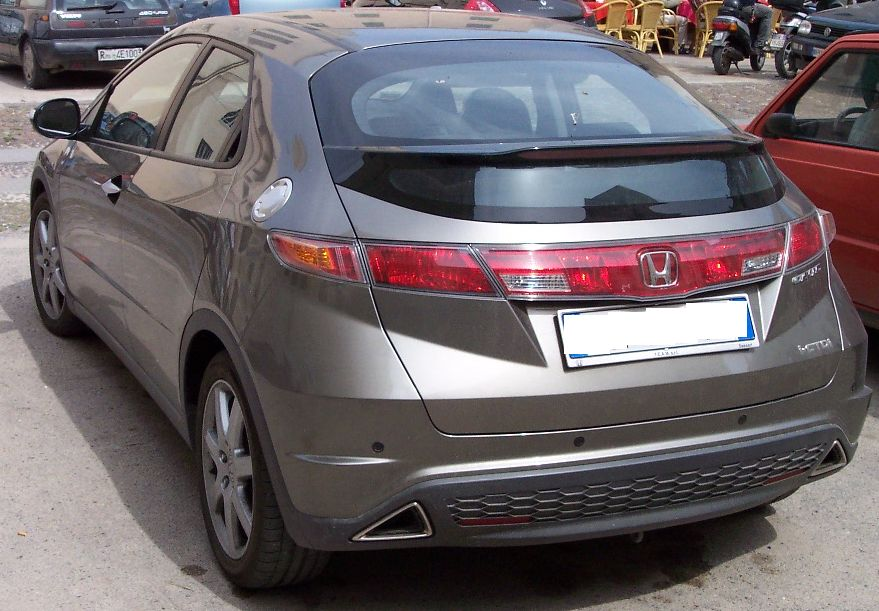
2006 Honda Civic Titan (Europe)

Vào tháng 3 năm 2008, Honda thông báo thu hồi 79,000 xe Civic thế hệ thứ tám do lỗi phanh tay.